# Cours Saint-Louis
Pour les articles homonymes, voir Saint-Louis.
Le cours Saint-Louis est une voie de la ville de Marseille.

## Situation et accès
Ce cours est situé dans le 1er arrondissement de Marseille. Il relie la Canebière à la rue de Rome.
Le cours Saint-Louis est traversé par la ligne 3 du tramway Arenc Le Silo-Castellane mise en service le 30 mai 2015, et accueille la station Cours Saint-Louis. L'implantation du tram a supprimé la circulation automobile.  
Plusieurs lignes de l’ancien réseau de tramways en activité à partir de 1876 et jusqu'aux années cinquante l'ont également emprunté.

## Origine du nom
Son nom lui a été donné en l'honneur de saint Louis d'Anjou (1274-1297), frère aîné de Robert le sage, roi de Naples et comte de Provence, et non pas de Saint Louis, roi de France (1214-1270)[réf. souhaitée].

## Historique
À l’origine il fait partie intégrante du Grand Cours, vaste place baroque créée à partir de 1670 lors de l’agrandissement de Marseille prescrit par Louis XIV (lettres patentes du 16 juin 1666). 
En 1860, lors de l’élargissement de la rue Noailles, le Cours est scindé en deux parties : le cours Belsunce et le cours Saint-Louis.

## Bâtiments remarquables et lieux de mémoire
Deux immeubles remarquables sont construits de part et d’autre du cours Saint-Louis, l’un à la fin du XVIIe siècle et l’autre au milieu du XVIIIe. Ils sont toujours en place malgré diverses modifications et altérations. 
À l’est, entre le cours Saint-Louis, la Canebière et la rue des Récollettes, les immeubles de l’île Chevignot sont conçus par l'architecte Pierre Pavillon et réalisés par Jean-Claude Rambot en 1675 (ou selon d’autres sources par l'architecte Mathieu Portal). Construit selon un modèle imposé par les édiles municipaux pour l’ensemble du Cours, avec deux étages nobles encadrés par des pilastres, l'îlot donne l’illusion d’un seul grand hôtel particulier, alors qu'il s'agit de trois maisons distinctes. Cet ensemble comportant treize travées est remanié à deux reprises. En 1860 la travée donnant sur la rue Noailles est démolie et la façade reconstruite à l'alignement de la rue élargie avec une modénature en ciment qui reprend le vocabulaire architectural du cours au XVIIe siècle. Sept autres travées sont ensuite supprimées à l'autre extrémité pour faire place à un immeuble en béton armé.   
L'édifice est inscrit au titre des monuments historiques depuis le 6 décembre 1949 sous le nom de Maison du Figaro. Cette dénomination provient d'un commerce nommé le Grand Bazar Figaro ouvert en 1867.  
À l’ouest en direction de l’arsenal des galères, les plans de l’agrandissement réservent des terrains pour une place royale, écrin de la statue équestre de Louis XIV, pour lesquels Pierre Puget propose en vain plusieurs projets. Sur ces terrains sont finalement construits entre 1743 et 1751 des immeubles parfois attribués à Esprit-Joseph Brun. Leurs façades sur le  cours et sur la rue Canebière reprennent l’ordonnancement des autres îlots du cours, mais avec des pilastres beaucoup plus fins, des mascarons et des balcons de ferronneries.  
En 1846 seize pavillons destinés au marché aux fleurs, dessinés par l’architecte Pascal Coste, sont installés sur le cours. L’une des bouquetières du cours, Joséphine Nicoli célèbre sous le surnom de La Quique, occupe le numéro 13.  